# Tennessee Titans 2024
La stagione 2024 dei Tennessee Titans è stata la 55ª della franchigia nella National Football League, la 65ª complessiva, la 28ª nello stato del Tennessee e prima con Brian Callahan come capo-allenatore.

## Scelte nel Draft 2024

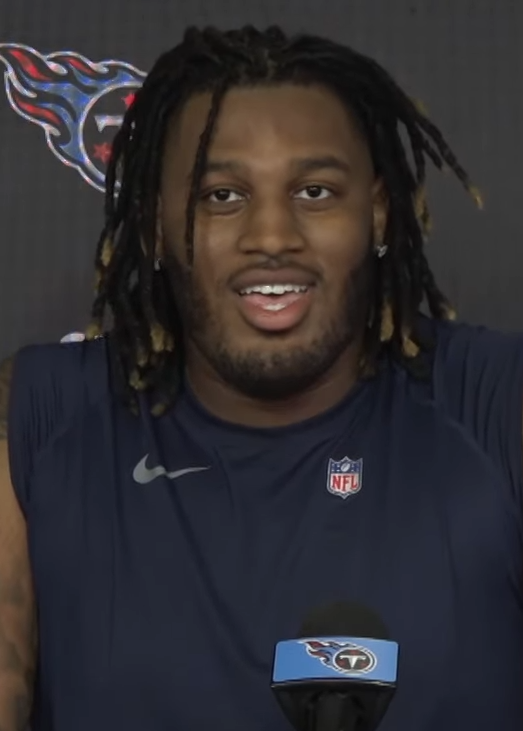
Jc Latham fu la scelta del primo giro dei Titans nel Draft 2024

| Scelte dei Titans nel Draft 2024 |        |                  |       |                |
| Giro                             | Scelta | Scelta           | Ruolo | College        |
| 1                                | 7      | JC Latham        | OT    | Alabama        |
| 2                                | 38     | T'Vondre Sweat   | DT    | Texas          |
| 4                                | 106    | Cedric Gray      | LB    | North Carolina |
| 6                                | 182    | Jha'Quan Jackson | WR    | Tulane         |
| 7                                | 242    | James Williams   | S     | Miami (FL)     |
| 7                                | 252    | Jaylen Harrell   | DE    | Michigan       |

## Staff
| Staff dei Tennessee Titans |
| --- |
| Organi dirigenziali - Proprietario – KSA Industries - Proprietario controllante – Amy Adams Strunk - Presidente/CEO – Burke Nihill - Vice presidente esecutivo/general manager – Ran Carthon - Presidente dell'amministrazione del football – Chad Brinker - Vice presidente dell'amministrazione del football – Vin Marino - Direttore del personale dei giocatori – Monti Ossenfort - Direttore degli osservatori del college – Jon Salge - Direttore degli osservatori dei professionisti – Brian Gardner - Assistente dir. osservatori dei professionisti – Kevin Turks - Osservatore college – Matt Miller Capo allenatore - Brian Callahan Altri allenatori - Preparatore atletico – - Assistente p.a. – Brian Bell Allenatori dell'attacco - Coordinatore offensivo – Nick Holz - Gioco sui passaggi – Chris Harris - Quarterback – Bo Hardegree - Running back – Randy Jordan - Wide receiver – Tyke Tolbert - Tight end – Juston Outten - Offensive line – Bill Callahan - Offensive assistant – Kylan Butler - Offensive assistant – Matt Jones - Offensive assistant – Luke Stocker Allenatori della difesa - Coordinatore difensivo – Dennard Wilson - Defensive line – Tracy Rocker - Outside linebacker – Ben Bloom - Inside linebacker – Frank Bush - Linea secondaria/Safety − Steve Nelson Allenatori dello special team - Coordinatore dello special team – - Assistente special team – Anthony Levine |

## Roster
| Roster dei Tennessee Titans |
| --- |
| Quarterback - 8 Will Levis - 11 Mason Rudolph - 3 Trevor Siemian Running Back - 36 Julius Chestnut - 25 Joshua Kelley - 20 Tony Pollard - 2 Tyjae Spears Wide Receiver - 83 Tyler Boyd - 19 Jha'Quan Jackson - 80 Bryce Oliver - 0 Calvin Ridley - 15 Nick Westbrook-Ikhine Tight End - 88 David Martin-Robinson - 85 Chigoziem Okonkwo - 84 Nick Vannett - 81 Josh Whyle Offensive Linemen - 60 Daniel Brunskill G - 55 JC Latham T - 62 Corey Levin C - 61 John Ojukwu T - 78 Nicholas Petit-Frere T - 75 Dillon Radunz G - 77 Peter Skoronski G - 72 Leroy Watson T Defensive Linemen - 91 Keondre Coburn DE - 69 Sebastian Joseph-Day DE - 97 James Lynch DT - 98 Jeffery Simmons DT - 93 T'Vondre Sweat DT Linebacker - 17 Jerome Baker OLB - 59 Ali Gaye OLB - 50 Jack Gibbens ILB - 57 Luke Gifford ILB - 51 Cedric Gray ILB - 92 Jaylen Harrell OLB - 49 Arden Key OLB - 58 Harold Landry OLB - 56 Kenneth Murray ILB - 41 Otis Reese IV ILB - 52 James Williams ILB Defensive Back - 23 Tre Avery CB - 39 Darrell Baker Jr. CB - 44 Mike Brown SS - 29 Jarvis Brownlee Jr. CB - -- Mike Edwards S - 26 Justin Hardee CB - 37 Amani Hooker SS - 32 Gabe Jeudy-Lally CB - 21 Roger McCreary CB - 38 L'Jarius Sneed CB - 24 Julius Wood S Special Team - 46 Morgan Cox LS - 6 Nick Folk K - 4 Ryan Stonehouse P Lista delle riserve - 13 Chidobe Awuzie CB (IR) - 16 Treylon Burks WR (IR) - 45 Chance Campbell ILB (IR) - 79 Lloyd Cushenberry C (IR) - 90 Marlon Davidson DT (IR) - 28 Quandre Diggs FS (IR) - 14 Colton Dowell WR (PUP) - 71 Jaelyn Duncan T (IR) - 96 T.K. McLendon Jr. DE (IR) - 76 Andrew Rupcich T (IR) - 54 Garret Wallow ILB (IR) Squadra di allenamento - 73 McTelvin Agim DT - 94 Abdullah Anderson DE - 30 Kendell Brooks S - 47 Khalid Duke OLB - -- Arlington Hambright G - 95 Isaiah Iton DE - 59 Kyron Johnson OLB - 12 Mason Kinsey WR - 18 Tay Martin WR - 89 Thomas Odukoya TE - -- Gervarrius Owens S - 68 Isaiah Prince OT - 31 Jabari Small RB - 70 Cole Spencer G - -- Daryl Worley CB Roster aggiornato al 7 novembre 2024 54 attivi, 11 inattivi, 15 nella squadra di allenamento |
| Legenda - I rookie sono in corsivo. - Il primo ruolo è il principale mentre gli eventuali successivi indicano i ruoli secondari. - (IR) sta per Injured Reserve ed indica la lista ristretta per un solo giocatore infortunato che può tornare ad allenarsi dopo la settimana 6 e a rientrare in prima squadra dopo che questa ha giocato 8 partite. - (NF-Inj.) / (NF-Ill.) stanno rispettivamente per Non-Football Injured e Non-Football Illness ed indicano le liste dove viene inserito un giocatore che ha un infortunio o una malattia non dipendente dal football americano. - (PUP) sta per Physically Unable to Perform ed indica la lista dove viene inserito un giocatore mentre è in attesa di recuperare la condizione fisica. Nella stagione regolare dopo la sesta partita giocata dalla propria squadra, il giocatore ha tempo tre settimane per riprendere ad allenarsi, più tre settimane aggiuntive dal suo rientro agli allenamenti per rientrare in prima squadra. |

## Precampionato
Il 15 maggio 2024 furono annunciati gli avversari delle gare del precampionato.
| Precampionato |           |           |                      |           |        |                   |            |         |
| Settimana     | Data      | Ora (CT)  | Avversario           | Risultato | Record | Stadio            | TV         | Sintesi |
| 1             | 10 agosto | 6:00 p.m. | San Francisco 49ers  | V 17-13   | 1-0    | Nissan Stadium    | WKRN (ABC) | Sintesi |
| 2             | 17 agosto | 6:00 p.m. | Seattle Seahawks     | V 16-15   | 2-0    | Nissan Stadium    | WKRN (ABC) | Sintesi |
| 3             | 25 agosto | 1:00 p.m. | @ New Orleans Saints | V 30-27   | 3-0    | Caesars Superdome | WKRN (ABC) | Sintesi |

## Stagione regolare

### Calendario
Il calendario della stagione regolare fu reso noto il 15 maggio 2024. Data e orario della gara di settimana 18 furono definiti il 29 dicembre, subito dopo lo svolgimento del diciassettesimo turno.
| Stagione regolare |                    |                    |                         |                    |                    |                    |                    |                    |
| Settimana         | Data               | Ora (CT)           | Avversario              | Risultato          | Record             | Stadio             | TV                 | Sintesi            |
| 1                 | 8 settembre        | 12:00 p.m.         | @ Chicago Bears         | S 17-24            | 0-1                | Soldier Field      | Fox                | Sintesi            |
| 2                 | 15 settembre       | 12.00 p.m.         | New York Jets           | S 17-24            | 0-2                | Nissan Stadium     | CBS                | Sintesi            |
| 3                 | 22 settembre       | 12.00 p.m.         | Green Bay Packers       | S 14-30            | 0-3                | Nissan Stadium     | Fox                | Sintesi            |
| 4                 | 30 settembre       | 6:30 p.m.          | @ Miami Dolphins (M)    | V 31-12            | 1-3                | Hard Rock Stadium  | ESPN/ABC           | Sintesi            |
| 5                 | Settimana di pausa | Settimana di pausa | Settimana di pausa      | Settimana di pausa | Settimana di pausa | Settimana di pausa | Settimana di pausa | Settimana di pausa |
| 6                 | 13 ottobre         | 12:00 p.m.         | Indianapolis Colts      | S 17-20            | 1-4                | Nissan Stadium     | CBS                | Sintesi            |
| 7                 | 20 ottobre         | 12:00 p.m.         | @ Buffalo Bills         | S 10-34            | 1-5                | Highmark Stadium   | CBS                | Sintesi            |
| 8                 | 27 ottobre         | 12:00 p.m.         | @ Detroit Lions         | S 14-52            | 1-6                | Ford Field         | Fox                | Sintesi            |
| 9                 | 3 novembre         | 12:00 p.m.         | New England Patriots    | V 20-17 (DTS)      | 2-6                | Nissan Stadium     | Fox                | Sintesi            |
| 10                | 10 novembre        | 3:05 p.m.          | @ Los Angeles Chargers  | S 17-27            | 2-7                | SoFi Stadium       | Fox                | Sintesi            |
| 11                | 17 novembre        | 12:00 p.m.         | Minnesota Vikings       | S 13-23            | 2-8                | Nissan Stadium     | CBS                | Sintesi            |
| 12                | 24 novembre        | 12:00 p.m.         | @ Houston Texans        | V 32-27            | 3-8                | NRG Stadium        | CBS                | Sintesi            |
| 13                | 1º dicembre        | 12:00 p.m.         | @ Washington Commanders | S 19-42            | 3-9                | Northwest Stadium  | CBS                | Sintesi            |
| 14                | 8 dicembre         | 12:00 p.m.         | Jacksonville Jaguars    | S 6-10             | 3-10               | Nissan Stadium     | CBS                | Sintesi            |
| 15                | 15 dicembre        | 12:00 p.m.         | Cincinnati Bengals      | S 27-37            | 3-11               | Nissan Stadium     | Fox                | Sintesi            |
| 16                | 22 dicembre        | 12:00 p.m.         | @ Indianapolis Colts    | S 30-38            | 3-12               | Lucas Oil Stadium  | CBS                | Sintesi            |
| 17                | 29 dicembre        | 12:00 p.m.         | @ Jacksonville Jaguars  | S 13-20            | 3-13               | EverBank Stadium   | CBS                | Sintesi            |
| 18                | 5 gennaio          | 12:00 p.m.         | Houston Texans          | S 14-23            | 3-14               | Nissan Stadium     | CBS                | Sintesi            |

Note:
- Gli avversari della propria division sono in grassetto.
- Il simbolo "@" indica una partita giocata in trasferta.
- (M) indica il Monday Night Football.

## Premi

### Premi settimanali e mensili
- Nick Folk:

giocatore degli special team della AFC della settimana 4